# Welcome to the Jungle (Jay-Z y Kanye West canción)
"Welcome to the Jungle" es una canción de los artistas estadounidenses de hip hop Kanye West y Jay-Z, de su álbum colaborativo Watch the Throne (2011). Las voces adicionales fueron proporcionadas por Swizz Beatz y Acapella Soul, y Swizz Beatz también produjo la canción. Luego toca un interludio que muestra "Tristessa" de la Orquesta Njervudarov. La canción fue elogiada por los críticos de música, con Jay-Z generalmente señalado como la estrella principal. Rolling Stone la incluyó como la vigésima mejor canción de 2011.

## Composición y letras
El interludio que se reproduce después de la canción como parte de la misma pista contiene una muestra de "Tristessa" de la orquesta Njervudarov, que también se muestra después de " No Church in the Wild " y "New Day", así como antes de " Illest Motherfucker Alive". A pesar de compartir el título del famoso sencillo de Guns N 'Roses "Welcome to the Jungle", la canción no la muestra ni tiene un sonido similar, pero Jay-Z se describe a sí mismo como "Black Axl Rose " en referencia a uno de los de la banda. miembros. En un momento, hace referencia a la muerte de Michael Jackson con la frase: "Descanse en paz con el líder de los Jackson 5 ". La mayor parte del rap a lo largo de la canción es aportada por Jay-Z. En la introducción de la pista, West hace referencia a una línea de " Da Art of Storytellin '(Part 1)" de Outkast.

## Grabación
El productor de la canción, Swizz Beatz, quien también proporcionó voces adicionales en la canción, describió trabajar con West y Jay-Z en las canciones del álbum "Welcome to the Jungle", "Who Gon Stop Me" y "Murder to Excellence" como "Es como estar en el estudio con Quincy Jones y Michael Jackson al mismo tiempo".

## Recepción crítica
"Welcome to the Jungle" fue aclamado por los críticos musicales y muchos de ellos citaron los versos de Jay-Z como lo más destacado. Erika Ramirez de Billboard describió la pista como un lugar donde West y Jay-Z "arrojan luz sobre la oscuridad de su estilo de vida". El rapeo de Jay-Z fue visto como lo más destacado por Tom Breihan de Pitchfork, ya que señaló que "En " Welcome to the Jungle", Jay, el cual nunca fue una estrella del pop torturada, dice:" Estoy jodidamente deprimido." "como un ejemplo de cuando "[él] y Kanye abordan asuntos más allá de sus cuentas bancarias" en el álbum. Su presencia también fue vista como lo más destacado por Brian Josephs de <i id="mwNQ">Complex</i>, ya que al comparar el rap de Jay-Z con la producción de Swizz Beatz, describió a Jay-Z como "Es a quien pertenece la canción en su mayor parte". Popdust escribió que "Jay lo mata en sus dos [versos] largos", pero señaló el uso de Swizz Beatz de la línea "Maldita sea" como "la línea más citable" de la pista, aunque la línea fue descrita como "apenas innovadora" por el sitio y Jay-Z fue señalado como sin lugar a dudas el mejor intérprete.
La canción fue incluida en el número 20, de 50, en la lista de lo mejor de 2011 de Rolling Stone.

## Desempeño comercial
"Welcome to the Jungle" pasó un total de tres semanas en la lista de Bubbling Under R&B/Hip-Hop Singles de US Billboard. Y alcanzó el puesto número 4 en el chart.

## Créditos y personal
- Producida por Swizz Beatz
- Grabado por Noah Goldstein en Tribeca Grand Hotel, NYC y en (The Mercer) Hotel, Nueva York y Ken Lewis y Brent Kolato en (The Mercer) Hotel, Nueva York
- Mezclado por Mike Dean en (The Mercer) Hotel, Nueva York
- Teclados: Mike Dean
- Instrumentos por Ken Lewis
- Voces adicionales: Swizz Beatz, Acapella Soul

## Charts
| Chart (2011)                                      | Posición más alta |
| ------------------------------------------------- | ----------------- |
| US Bubbling Under R&B/Hip-Hop Singles (Billboard) | 4                 |